# Ebetsu
Ebetsu (江別市?, Ebetsu-shi) è una città del Giappone che ricade sotto la giurisdizione della sottoprefettura di Ishikari. È situata nella zona occidentale della prefettura di Hokkaidō.
Fondata il 1º luglio 1954, la città contava, nel 2008, su una popolazione di 123 012 abitanti distribuiti su una superficie di 187,57 km², per una densità di 655,82 ab./km².